# Un automobil străbate lumea
Un automobil străbate lumea este un film românesc din 1974 regizat de Gheorghe Horvat.